# Bufo bufo
Il rospo comune (Bufo bufo (Linnaeus, 1758)) o rospo europeo è un anfibio anuro della famiglia Bufonidae, diffuso in Eurasia (con l'eccezione di Irlanda, Islanda, Scandinavia settentrionale e alcune isole del mar Mediterraneo) e nel nord-ovest dell'Africa. Fa parte d'un gruppo d'animali strettamente imparentati, discendenti da una linea ancestrale comune di rospi e formanti un complesso di specie. È un animale poco appariscente che resta nascosto durante il giorno e si attiva al crepuscolo, trascorrendo poi la notte a caccia delle prede (fond. invertebrati) di cui si nutre. Si muove con una camminata lenta e goffa o con brevi salti e ha la pelle bruno-grigiastra ricoperta di grumi simili a verruche.
Sebbene siano generalmente animali solitari, durante la stagione riproduttiva, un gran numero di rospi convergono in alcuni stagni riproduttivi ove i maschi competono per accoppiarsi con le femmine. Le uova vengono deposte in fili gelatinosi nell'acqua e successivamente si schiudono formando girini. Dopo diversi mesi di crescita e sviluppo, a questi spuntano gli arti e subiscono la metamorfosi in piccoli rospi. I giovani emergono dall'acqua e rimangono in gran parte terrestri per il resto della loro vita.
Il rospo comune è protetto dalla convenzione di Berna per la salvaguardia della fauna minore. Sembra essere in declino in parte del suo areale ma nel complesso è elencato come "di minore preoccupazione" nella Lista rossa IUCN delle specie a rischio. È minacciato dalla perdita di habitat, in particolare dal drenaggio dei suoi siti di riproduzione, mentre molti rospi vengono uccisi sulle strade durante le loro migrazioni riproduttive annuali.
Il rospo è stato a lungo associato nella cultura e nella letteratura popolare europea alla stregoneria, mentre in Estremo oriente è sempre stato animale portatore di prosperità e ricchezza.

## Tassonomia

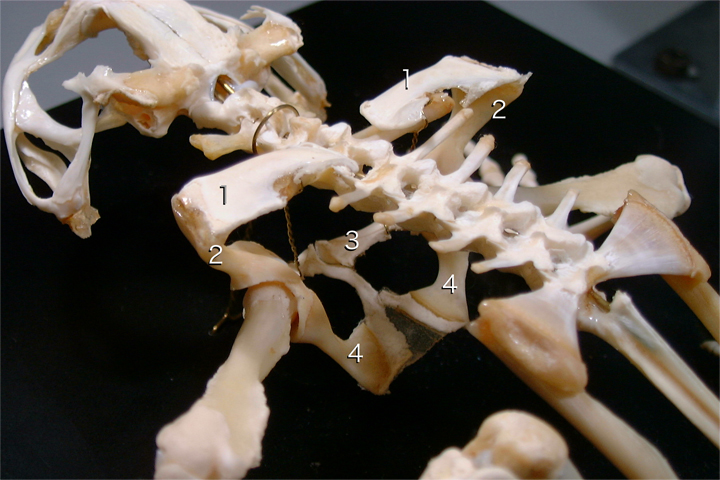
Scheletro di rospo con particolari del cingolo scapolare: (1) soprascapola; (2) scapola; (3) clavicola; e (4) procoracoide

Al rospo comune fu inizialmente dato il nome Rana bufo dal biologo svedese Carl Linnaeus nella decima edizione del Systema Naturae (1758), collocando rane e rospi in un unico genere, Rana. In seguito divenne evidente che questo genere doveva essere diviso e, nel 1768, il naturalista austriaco Josephus Nicolaus Laurenti collocò il rospo comune nel genere Bufo, nominandolo Bufo bufo. I rospi di questo genere sono inclusi nella famiglia dei Bufonidae, i "veri" rospi.
Nel corso degli anni sono state riconosciute diverse sottospecie di B. bufo. Il rospo caucasico si trova nelle regioni montuose del Caucaso e un tempo era classificato come B. b. verrucosissima: ha un genoma più grande e differisce morfologicamente da B. bufo ed è ora accettato come Bufo verrucosissimus. Il rospo spinoso fu classificato come B. b. spinosus (ora Bufo spinosus) si trova in Francia, nella penisola iberica e nel Maghreb; raggiunge dimensioni maggiori e ha una pelle più spinosa rispetto alle sue controparti più settentrionali con cui si inter-grada. Il rospo di Gredos (B. b. gredosicola) è limitato alla Sierra de Gredos, una catena montuosa nella Spagna centrale: ha ghiandole paratoidi eccezionalmente grandi e il suo colore tende a essere macchiato piuttosto che uniforme. Oggi è assimilato a Bufo spinosus.
B. bufo fa parte d'un complesso di specie, un gruppo di specie strettamente imparentate che non possono essere chiaramente delimitate. Si ritiene che diverse specie moderne formino un antico gruppo di taxa correlati risalenti all'epoca preglaciale: si tratta del rospo spinoso (B. spinosus), del rospo caucasico (B. verrucosissimus) e del rospo comune giapponese (B. japonicus). Il rospo comune europeo (Bufo bufo) sembra essere apparso più recentemente. Si ritiene che l'areale della forma ancestrale si estendesse fino all'Asia, ma che l'isolamento tra i complessi di specie orientali e occidentali sia avvenuto come risultato dello sviluppo dei deserti dell'Asia centrale durante il Miocene medio. Le esatte relazioni tassonomiche tra queste specie rimangono poco chiare. Un'indagine sierologica sulle popolazioni di rospi in Turchia condotta nel 2001 ha esaminato le proteine del siero del sangue di Bufo verrucosissimus e Bufo spinosus, concludendo che le differenze non fossero significative e che pertanto la prima dovesse essere sinonimizzata con la seconda.
Uno studio pubblicato nel 2012 ha esaminato le relazioni filogenetiche tra le specie eurasiatiche e nordafricane nel gruppo Bufo bufo e ha indicato una lunga storia evolutiva per il gruppo. Da nove a tredici milioni di anni fa, Bufo eichwaldi, una specie recentemente descritta proveniente dall'Azerbaigian meridionale e dall'Iran, si separò dal lignaggio principale. Ulteriori divisioni si verificarono con la separazione di Bufo spinosus circa cinque milioni di anni fa durante il sollevamento dei Pirenei, evento che isolò le popolazioni della penisola iberica da quelle del resto d'Europa. Il rimanente lignaggio europeo si divise in Bufo bufo e Bufo verrucosissimus meno di tre milioni di anni fa, durante il Pleistocene. Molto occasionalmente il rospo comune si ibrida con il rospo calamita o con il rospo smeraldino.

## Descrizione
Il rospo è l'anfibio più grande d'Europa, e raggiunge addirittura i 20 cm (zampe escluse). È caratterizzato dalle sue zampe corte e dal muso schiacciato, ma anche dalla sua tipica colorazione marroncina, che può tendere al rossiccio, anche se il ventre tende ad essere biancastro.  Il suo colore varia a seconda delle stagioni e dell'età, dal sesso e dall'ambiente in cui si trova, passando dal marrone al rosso e al nero a seconda della situazione. Gli animali della zona meridionale dell'areale tendono ad essere più grandi e con pelle più "spinosa" cioè con verruche più prominenti.
Nel suo collo vi sono due ghiandole parotoidi ovali. Queste ghiandole contengono un liquido biancastro irritante per le mucose che può essere secreto in caso di pericolo ed è in grado di ustionare e ferire anche l'uomo grazie alla bufotossina (v.si).
Le pupille del rospo comune sono orizzontali; l'occhio è di color oro scuro o rame.

## Biologia
Prevalentemente notturno, di giorno tende a nascondersi in buche o anfratti, sotto le pietre o comunque in luoghi riparati dalla luce, se minacciato assume una caratteristica posa intimidatoria con la testa abbassata e le parti posteriori sollevate.
Rispetto a Bufotes viridis tende a tornare sempre nella stessa pozza d'acqua per riprodursi, a volte percorrendo anche diversi chilometri. Durante questi spostamenti molti individui riproduttori vengono uccisi dalle automobili. A causa di ciò, oltre che alla scomparsa dei siti riproduttivi, questo animale tende a scomparire dalle zone più antropizzate. A differenza di Bufotes viridis, se minacciato non emette spontaneamente il suo liquido difensivo, ma questo fuoriesce se le ghiandole sono stimolate.

### Alimentazione
Si nutre praticamente di qualsiasi cosa riesca ad entrare nella sua bocca: insetti in primis, lumache senza guscio, lombrichi, piccoli vertebrati come ad esempio piccoli topi.

### Riproduzione
Dopo il letargo invernale, in concomitanza con la primavera inizia la stagione degli accoppiamenti: i rospi si recano vicino ai luoghi di riproduzione (solitamente vicino a corsi d'acqua, pozze o stagni) verso l'inizio di marzo e lì i maschi si aggrappano alle ascelle delle femmine, che sono visibilmente più grandi. Questo è il cosiddetto amplesso ascellare, a volte la femmina può essere approcciata da così tanti maschi da restare soffocata e morire. I maschi inoltre, nel periodo che precede la riproduzione sviluppano dei caratteri che saranno fondamentali per l'accoppiamento, come lo sviluppo di calli neri sulle prime tre dita delle zampe anteriori che servono allo scopo di avere una migliore presa sulla femmina, o come il cambiamento che subisce la loro stessa pelle, che diventa più elastica e sottile, per poter assorbire una maggiore quantità di ossigeno dall'acqua, durante l'amplesso, per evitare di rimanere a corto di ossigeno durante le immersioni in acqua della femmina che precedono l'accoppiamento (visto che è la femmina a decidere quando risalire per respirare).
La femmina depone in acqua circa 10 000 uova in un cordone gelatinoso, contemporaneamente le uova vengono fecondate dal maschio. Queste uova poi si schiuderanno, facendo uscire dei minuscoli esserini neri acquatici: i girini. Questi, nutrendosi soprattutto di alghe e altri minuscoli materiali organici, crescono. La temperatura dell'acqua nella zona dove si trovano deciderà la velocità della loro metamorfosi: più è calda l'acqua, più veloce sarà la metamorfosi. Questo perché l'alta temperatura dell'acqua è sintomo che la loro pozza si sta prosciugando.
Ai girini spuntano dapprima le zampe posteriori, e successivamente le zampe anteriori: da questo momento iniziano a digiunare, perché il loro apparato boccale (e digerente) si sta trasformando: infatti da onnivori diverranno insettivori. La metamorfosi dura uno o due giorni; il metamorfosando inizia ad assorbire la coda, e nel giro di appunto 24 - 48 ore scomparirà. il neometamorfosato è il più piccolo in assoluto fra gli anfibi: è lungo circa un cm. La sua pelle è ancora liscia per favorire la traspirazione. Digiunerà ancora per circa 4 giorni, dato che utilizzerà come fonte nutrizionale le energie della coda riassorbita.

### Vocalizzazioni
Questo rospo possiede un gracidio piuttosto acuto, formato da 2 - 5 sillabe ripetute. Le vocalizzazioni non sono particolarmente intense rispetto alla taglia raggiunta da questa specie.

### Predatori e parassiti
Quando viene attaccato, il rospo comune adotta una postura caratteristica, gonfiando il corpo e stando in piedi con le zampe posteriori sollevate e la testa abbassata. Il suo principale mezzo di difesa risiede nella secrezione dal sapore disgustoso prodotta dalle ghiandole parotoidi e da altre ghiandole sulla pelle, contenente una tossina chiamata bufagina che è sufficiente a scoraggiare molti predatori, anche se i serpenti del genere Natrix sembrano non esserne influenzati. Altri predatori di rospi adulti includono ricci e i ratti (nella maggior parte dei casi quando il rospo è fortemente debilitato o morto da poco), i visoni e persino i gatti domestici. Gli uccelli che si nutrono di rospi includono aironi, corvi e rapaci. È stato osservato che i corvi perforano la pelle con il becco e poi asportano il fegato dell'animale, evitando così la tossina. I girini emanano anche sostanze nocive che dissuadono i pesci dal mangiarli ma non il tritone crestato. Gli invertebrati acquatici che si nutrono di girini di rospo includono larve di libellula, coleotteri subacquei e i barcaioli acquatici. Questi di solito evitano la secrezione nociva forando la pelle del girino e succhiandone i succhi.

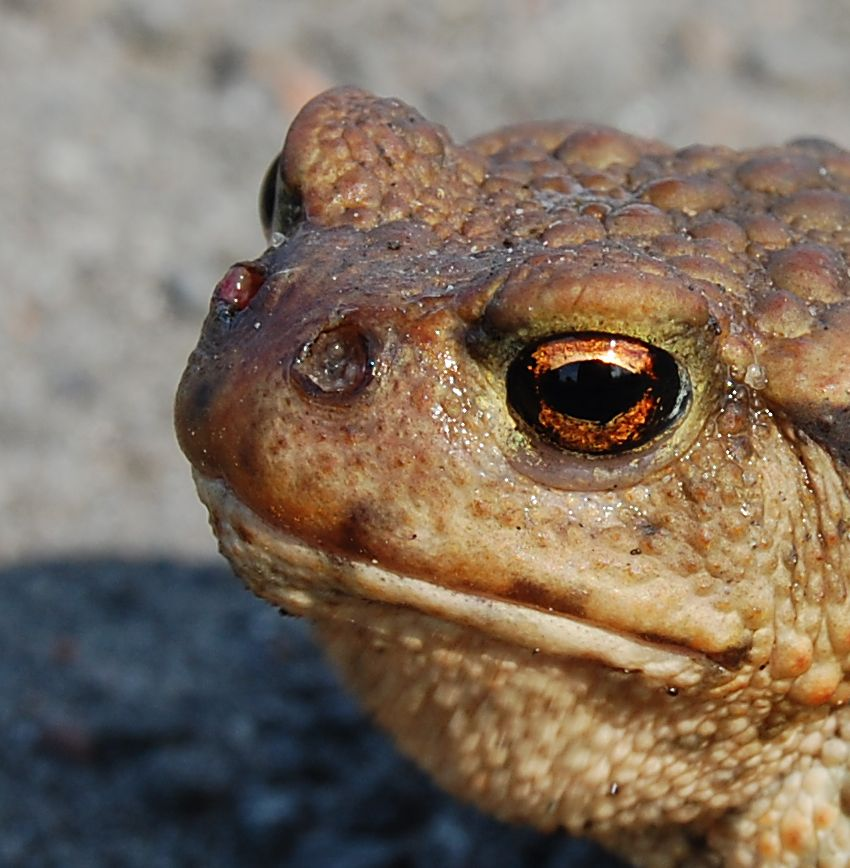
Rospo infetto da larve di Lucilia bufonivora, in Polonia.

Una mosca parassita, la Lucilia bufonivora, attacca i rospi comuni adulti. Depone le uova sulla pelle del rospo e, quando queste si schiudono, le larve strisciano nelle narici del rospo e ne mangiano la carne internamente con conseguenze letali. La vongola unghia europea (Sphaerium corneum) è insolita in quanto può arrampicarsi sulle piante acquatiche e muoversi sul suo piede muscoloso. A volte si aggrappa alla punta di un rospo comune e si ritiene che questo sia uno dei mezzi con cui si disperde in nuove posizioni.

## Distribuzione e habitat
Dopo la rana comune (Rana temporaria), la rana commestibile (Pelophylax esculentus) e il tritone liscio (Lissotriton vulgaris), il rospo comune è il quarto anfibio più diffuso in Europa. Si trova in tutto il continente, ad eccezione dell'Islanda, delle fredde parti settentrionali della Scandinavia, dell'Irlanda e di alcune isole del mar Mediterraneo (Malta, Creta, Corsica, Sardegna e Isole Baleari). La sua estensione orientale s'estende fino al Irkutsk in Siberia, mentre quella meridionale comprende parti dell'Africa nordoccidentale, nelle catene montuose settentrionali di Marocco, Algeria e Tunisia. Una variante strettamente correlata vive nell'Asia orientale, compreso il Giappone.
L'habitat del rospo comune è variegato: aree boschive di conifere, latifoglie e boschi misti, soprattutto in luoghi umidi, tanto quanto campagne aperte, campi, boschi cedui, parchi e giardini, spesso anche in zone aride, ben lontane dalle acque stagnanti. Lo si trova ad altitudini fino a 2 500 metri (8 200 ft), nella parte meridionale del suo areale.

## Conservazione
La Lista rossa IUCN delle specie a rischio classifica la posizione del rospo comune come di "minore preoccupazione", in ragione della sua ampia distribuzione e del fatto che è, nella maggior parte del suo areale, una specie comune. Non è particolarmente minacciato dalla perdita di habitat perché è adattabile e si trova nelle foreste di latifoglie e conifere, nella macchia, nei prati, nei parchi e nei giardini. Predilige le zone umide con fogliame denso. Le principali minacce che deve affrontare includono la perdita di habitat a livello locale, il drenaggio delle zone umide in cui si riproduce, le attività agricole, l'inquinamento e la mortalità sulle strade. La chitridiomicosi, una malattia infettiva degli anfibi, è stata segnalata nei rospi comuni in Spagna e nel Regno Unito e può colpire alcune popolazioni.
Ci sono parti dell'areale di distribuzione in cui il Bufo bufo risulta in oggettivo declino. In Spagna, la maggiore aridità e la perdita di habitat hanno portato a una diminuzione del numero ed ivi la specie è considerata "quasi minacciata". Una popolazione nella catena montuosa della Sierra de Gredos sta affrontando la predazione da parte delle lontre e una crescente concorrenza da parte della rana verde iberica (Pelophylax perezi). Sembra che sia la lontra sia la rana stiano estendendo il loro areale ad altitudini più elevate. Il rospo comune non può essere venduto o commercializzato legalmente nel Regno Unito ma si registra un lento calo del numero dei rospi ed è stato pertanto dichiarato una specie prioritaria del Piano d'azione per la biodiversità (BAP). In Russia, la specie è considerata una "rara" in Baschiria, nella Repubblica del Tatarstan, nel Circondario autonomo Jamalo-Nenec e nel Oblast' di Irkutsk, mentre durante gli Anni '90 è diventata più abbondante nel Oblast' di Mosca.
È stato scoperto che le popolazioni urbane di rospo comune che occupano piccole aree, isolate dallo sviluppo, mostrano un livello inferiore di diversità genetica e una forma fisica ridotta rispetto alle vicine popolazioni rurali. I ricercatori lo hanno dimostrato mediante analisi genetiche, notando che il maggior numero di anomalie fisiche tra i girini urbani rispetto a quelli rurali quando allevati in ambiente controllato. Si è ritenuto che l'esaurimento a lungo termine del numero e la frammentazione dell'habitat possano ridurre la persistenza della popolazione in tali ambienti urbani.

### Mortalità stradale

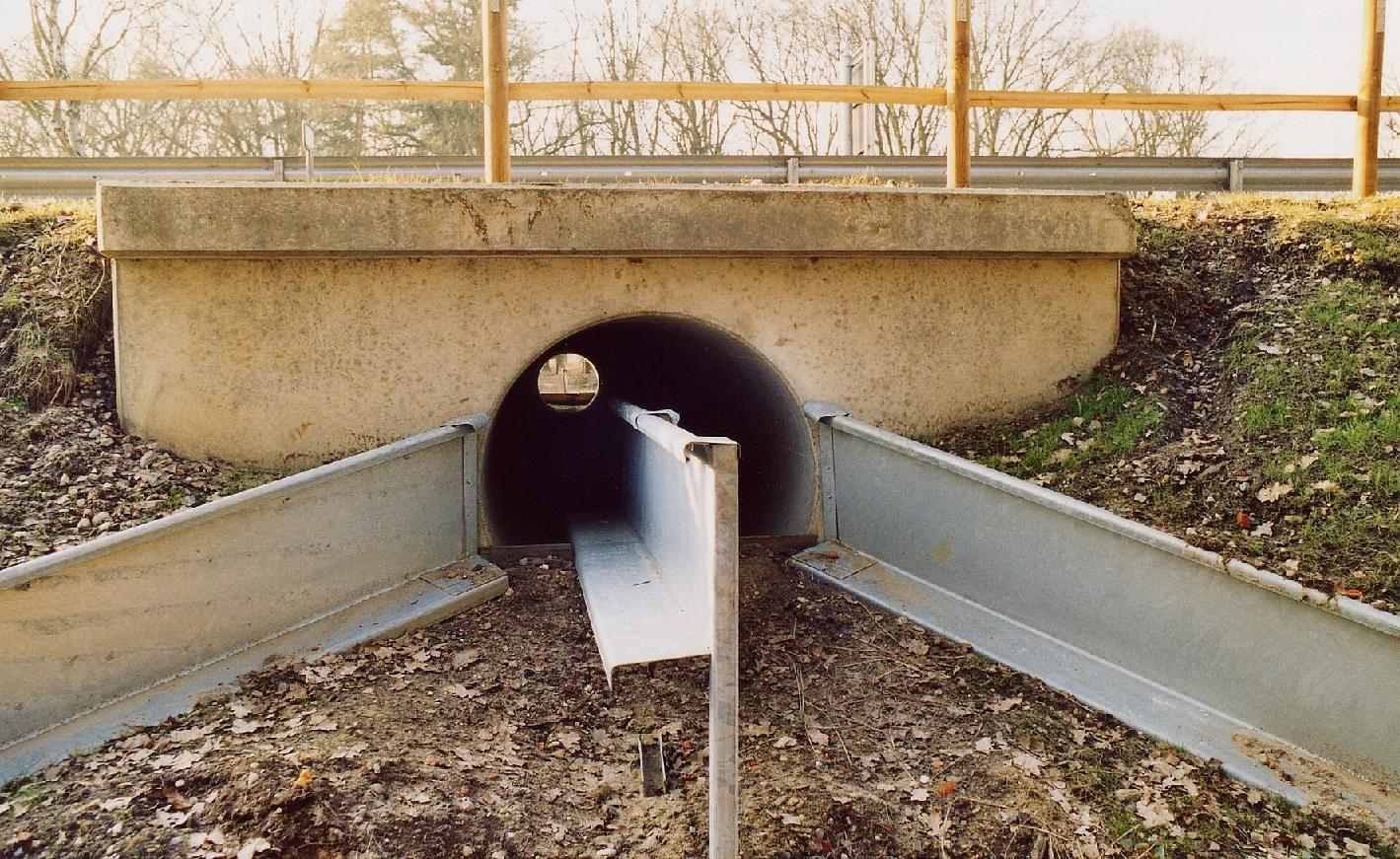
Sottopasso stradale per rospi, in Germania.

Molti rospi vengono uccisi dal traffico mentre migrano verso i luoghi di riproduzione. In Europa hanno il più alto tasso di mortalità per incidenti stradali tra gli anfibi. Molte delle morti avvengono su tratti di strada dove scorrono i ruscelli, dimostrando che le rotte migratorie spesso seguono corsi d’acqua. In alcune località di Germania, Belgio, Gran Bretagna, Italia settentrionale e Polonia sono stati costruiti tunnel speciali affinché i rospi possano passare sotto il manto stradale in sicurezza. Altrove, gruppi di attivisti locali organizzano "pattuglie di rospi", trasportando gli anfibi oltre i punti di attraversamento trafficati in secchi. I rospi iniziano a muoversi al crepuscolo e per viaggiare lontano è necessario che la temperatura rimanga superiore ai 5 °C. In una notte calda e umida possono continuare a muoversi tutta la notte ma se la temperatura si raffredda possono fermarsi prima. È stata effettuata una stima dell'importanza degli incidenti stradali nelle popolazioni di rospi nei Paesi Bassi: il numero di femmine uccise durante la migrazione primaverile su una tranquilla strada di campagna (dieci veicoli ogni ora) è stato confrontato con il numero di fili di uova deposte nelle vicine paludi, riscontrando un tasso di mortalità del 30%, similare a quello dei maschi.

## Bufotossina
La principale sostanza tossica presente nella ghiandola parotoide e nella pelle del rospo comune è detta "bufotossina". Fu isolata per la prima volta dal team di Heinrich Otto Wieland nel 1922 e la struttura definitivamente identificata 20 anni dopo. Nel frattempo, altri ricercatori isolarono lo stesso composto e il suo genitore steroide, la "bufotalina" dal Bufo japonicus. Nel 1986, i ricercatori della Arizona State University sintetizzarono i costituenti del veleno di rospo: bufotalina, bufalitossina e bufotossina. La formula chimica della bufotossina è C40H60N4O10. I suoi effetti fisici assomigliano a quelli della digitalis che a piccole dosi aumenta la forza con cui si contrae il muscolo cardiaco e che viene utilizzata nel trattamento dell'insufficienza cardiaca congestizia. La pelle del rospo delle canne contiene abbastanza tossine da causare sintomi gravi o addirittura la morte di grandi animali, incluso l'uomo. Gli effetti clinici includono grave irritazione e dolore agli occhi, alla bocca, al naso e alla gola, disturbi cardiovascolari e sintomi respiratori, paralisi e convulsioni, aumento della salivazione, vomito, iperkaliemia, cianosi e allucinazioni. Non esiste un antidoto noto. Il trattamento consiste nel supportare le funzioni respiratorie e cardiovascolari, nella prevenzione dell'assorbimento e nell'elettrocardiografia per monitorare la condizione del paziente. Atropina, fenitoina, colestiramina e lidocaina possono rivelarsi utili nella gestione dell'avvelenamento da bufotossina.

## Nella cultura popolare

Lo stemma del diavolo, di rosso, fasciato di giallo, caricato di tre rospi.

### Europa
Nell'immaginario collettivo europeo, il rospo fu a lungo considerato un animale di malaugurio e/o un collegamento con il mondo degli spiriti. Il connotato magico del rospo trae certamente origine dalla sua natura anfibia che lo pone a cavallo di due mondi, quello della terra e quello dell'acqua, mentre il connotato negativo è molto probabilmente dovuta alla ripugnanza che l'animale suscita con la sua bitorzoluta pelle grigiastra, quasi verrucosa, dai suoi movimenti lenti e dal suo emerge da luoghi oscuri. 

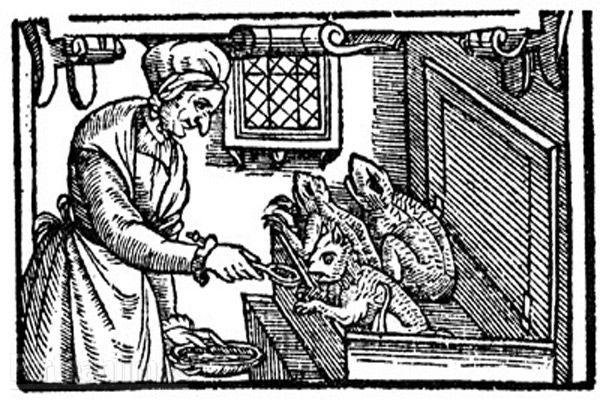
Xilografia del 1579 mostrante una strega che sfama il suo rospo famiglio.

Nell'Europa del Medioevo, il rospo era associato al Diavolo, per il quale fu non a caso inventato uno stemma araldico decorato con tre rospi! Era noto che il rospo poteva avvelenare le persone e, in quanto famiglio della strega, si pensava che possedesse poteri magici. In alcuni paesi, il ritrovamento di un rospo in una casa era considerato la prova della presenza ivi d'una strega. Nel Paese basco, si credeva che i famigli delle streghe fossero rospi cui venivano fatti indossare abiti eleganti, allevati da bambini e bambine che venivano addestrati come streghe e stregoni. Tra il 1610 e il 1612, l'inquisitore spagnolo Alonso de Salazar Frías investigò sulla stregoneria nella regione e perquisì le case di presunte streghe proprio alla ricerca di rospi vestiti, senza trovarne alcuno. 
Un racconto folcloristico inglese narra che una vecchia, presunta strega, maledisse il suo padrone di casa e tutti i suoi beni quando questi le chiese l'affitto non pagato per il suo cottage. Poco dopo, un grosso rospo cadde sulla moglie dell'uomo e la fece crollare. Il rospo fu gettato nel fuoco ma fuggì, pur riportando gravi ustioni. Nel frattempo, la casetta della strega aveva preso fuoco e lei s'era gravemente ustionata. Il giorno successivo, sia il rospo sia la strega erano morti e si scoprì che le ustioni della donna rispecchiavano quelle dell'anfibio.
Oltre ai loro famigli, le streghe utilizzavano i rospi non addomesticati come ingredienti nei loro linimenti e infusi. In generale, la gente comune di utilizzare i rospi essiccati, la loro bile, le loro feci ed il loro sangue a scopo farmaceutico, per motivazioni vere o presunte. In quanto animale magico, il rospo era infatti circondato da una serie di ben radicate credenze che spingevano l'uomo alla ricerca delle sue parti anatomiche.
Anzitutto, la saliva del rospo era considerata velenosa ed era conosciuta come "veleno soffocato" e si credeva che l'anfibio potesse sputare o vomitare fuoco velenoso. I rospi sono associati a diavoli e dèmoni nel Paradiso perduto di John Milton che raffigura Satana in foggia di rospo mentre versa veleno nell'orecchio di Eva. La prima strega nella tragedia Macbeth di William Shakespeare dà istruzioni su come usare un rospo nella miscela d'incantesimi:
(Shakespeare, Macbeth, Atto IV, Scena I)
Si credeva poi che ci fosse un gioiello all'interno della testa del rospo, la bufonite, che, se indossato come collana o anello, avrebbe avvertito il portatore dei tentativi d'avvelenarlo. Veniva descritta come una pietra dalla forma perfetta, in realtà trattavasi dei denti fossilizzati dei Lepidoti, menzionata già nella Naturalis historia di Plinio il Vecchio ed oggetto di studi e speculazioni scientifiche fino al XVIII secolo. Shakespeare ne parla nella commedia Come vi piace:
(Shakespeare, Come vi piace, Atto II, Scena I)

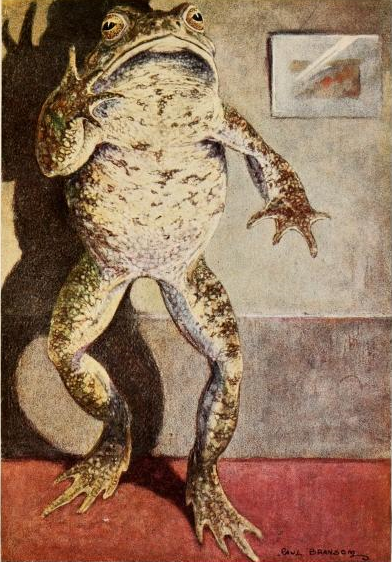
Taddeo Rospo - ill. di Paul Bransom (1913).

La figura nel rospo iniziò a perdere i suoi connotati negativi nel corso del XIX secolo. Inizialmente l'animale mantenne la sua caratteristica repellenza (v.si la fiaba Il principe ranocchio trascritta dai Fratelli Grimm), passando nella cultura mediatica del XX secolo quale semplice figura comica. Taddeo Rospo, uno dei personaggi principali del romanzo per bambini Il vento tra i salici del 1908 di Kenneth Grahame, poi drammatizzato da diversi autori teatrali come A. A. Milne in Toad of Toad Hall (1929) e nel 1949 passato definitivamente al cinema con il mediometraggio prodotto da Walt Disney poi incluso nel suo lungometraggio Le avventure di Ichabod e Mr. Toad, è l'esempio più classico di questa metamorfosi. Creatura presuntuosa ed arrogante, tanto da auto-celebrarsi con una canzoncina, Taddeo Rospo è l'archetipo del giovane e ricco sciocco che solo riconoscendo il valore dei saggi consigli degli amici riuscirà a salvare le sue sostante e la sua vita.
George Orwell nel suo saggio Some Thoughts on the Common Toad ha descritto l'uscita del rospo comune dal letargo come uno dei segni più commoventi della primavera.

### Estremo Oriente

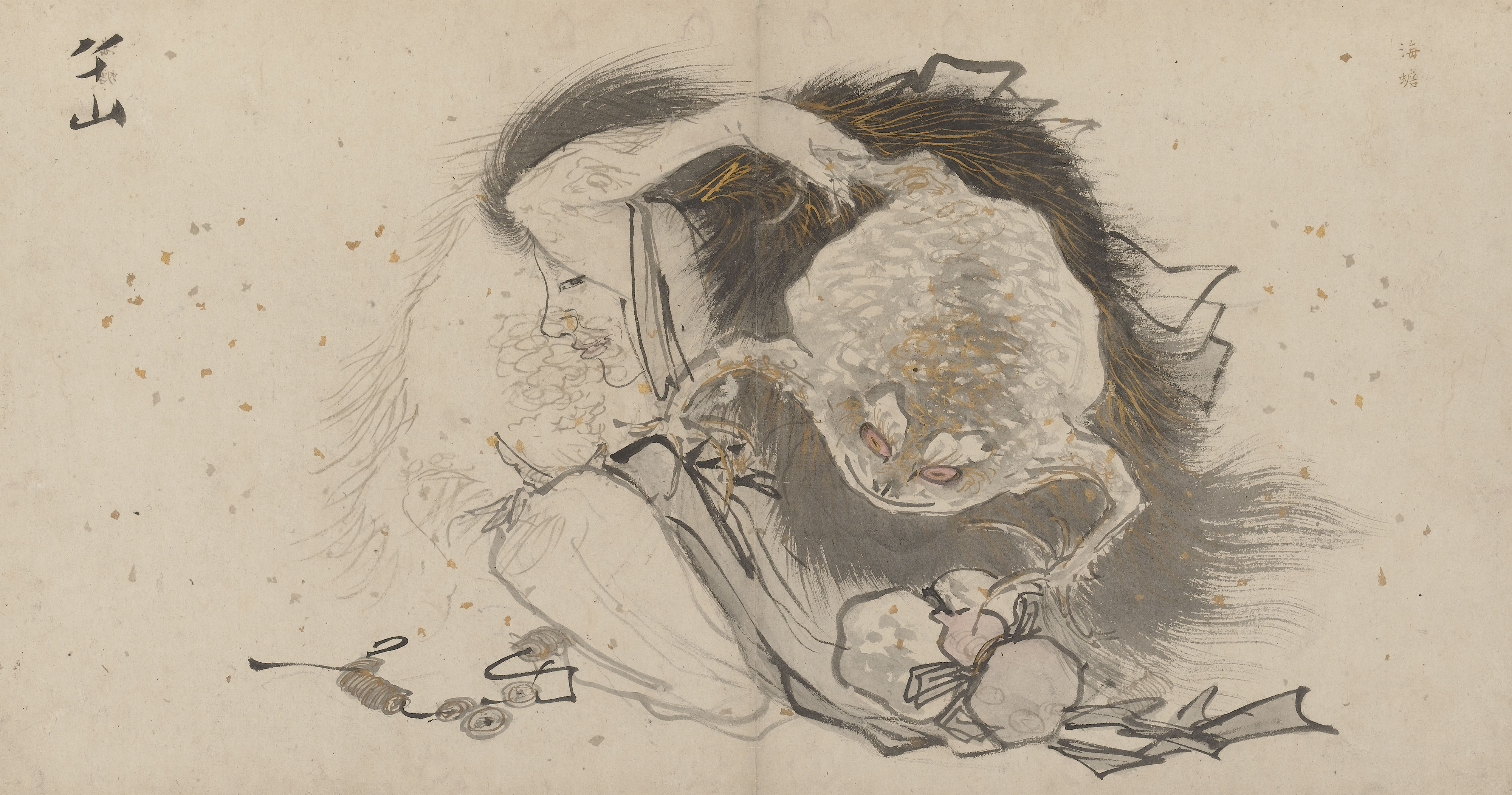
Liu Haichan con il suo rospo Chanchu e un mucchio di contanti - dipinto di Zhang Lu (inizio XVI secolo).

In contrasto con la tradizione europea, in Cina il rospo fu associato alla prosperità ed alla ricchezza, oltre che alla magia benevola.
Il testo alchemico 抱樸子T, 抱朴子S, BaopuziP, [Libro del] Maestro [che] abbraccia la semplicitàW di Ge Hong, datato all'anno 320, menziona un rospo vecchio di 10.000 anni come un magico 肉芝T, RouzhiP, lett. "Escrescenza di carne/Fungo [sul corpo]" che fornisce l'invulnerabilità e la longevità associate al mito sino-taoista dello xian (zh. 仙人T, XiānP, 'HsienW, lett. "Immortalità/Trascendenza"):
(Ge Hong, Baopuzi.)
Un altro taoista del X secolo, Liu Haichan, ricordato dalla tradizione cinese come egli stesso un immortale xian, s'accompagnava ad un rospo a tre zampe, 蟾蜍T, Chan ChuP, lett. "Rospo lunare", che, nella mitologia cinese e nella teoria dello yin e yang, è un simbolo della Luna (laddove il corvo a tre zampe è simbolo del Sole e la tartaruga a tre zampe è simbolo della pestilenza). Secondo un'antica tradizione, il rospo Chanchu sarebbe niente meno che la divinità lunare Chang'e che rubò l'elisir di lunga vita a suo marito Houyi, il dio arciere, e fuggì sulla Luna ove fu trasformata, per punizione, nel rugoso anfibio. Un'altra tradizione folcloristica cinese vuole che, durante la notte, il rospo a tre zampe di Liu Haichan produca una perla che, una volta mangiata, può trasformare una persona in un immortale xian o riportare in vita un cadavere. Per questo motivo oggi, nei ristoranti cinesi di tutto il mondo, è comune vedere un rospo dorato esposto al bancone vicino al registratore di cassa, il 金蟾S, Jīn ChánP, lett. "Rospo dorato": il rospo seduto su pile di monete d'oro con un'altra moneta in bocca è infatti oggi un classico e popolare simbolo cinese di ricchezza e prosperità. Un talismano raffigurante Liu Haichan ed il rospo tripode è invece parte del corredo benaugurale legato alla Festa delle barche drago (zh. 龍船節T, 龙船节S, LóngchuánjiéP o 龍舟節T, 龙舟节S, LóngzhōujiéP).
La medicina tradizionale cinese utilizza il 蟾酥T, ChánsūP, lett. "Veleno essiccato di rospi; torta di rospi; bufotossina" come anestetico e tonico cardiaco. Poiché, come anticipato, l'ingestione di bufotossina può produrre effetti allucinogeni, esiste un'ipotesi "psicoattiva" per spiegare la relazione tra il taoista Liu Haichan e il suo rospo. I sinologi Joseph Needham e Lu Gwei-djen affermano che il rospo a tre zampe e il coniglio lunare che macina nel suo frantoio farmaci magici simboleggiano entrambi la Luna e quindi la forza Yin che era vitale per creare gli elisir della scuola alchemica cinese Waidan. Alcuni antichi taoisti apprezzavano pertanto la carne di rospo «come un aiuto per la longevità e l'immortalità» e che poteva far sì che una persona divenisse invisibile per fuggire dalla prigionia.
I miti e la simbologia cinesi/taoisti del rospo passarono in Giappone, ove Liu Haichan divenne 蝦蟇仙人?, Gama Sennin, Rospo immortale ed il suo rospo tripode 青蛙神?, Seiajin, Dio-Rospo. Anche nel Sol Levante il rospo era associato alla prosperità ed alla ricchezza, oltre a comparire quale animale magico e saggio in alcuni miti dello shintoismo come la storia del kami Sukuna-hikona. Anche in Giappone gli anfibi dalla vita straordinariamente lunga diventavano creature mostruose, gli 大蝦蟇?, Ōgama, titanici rospi di 2-3 metri, ciò soprattutto in ragione dell'animismo nipponico che attribuiva valenza mitico-magica a tutti gli elementi del creato e legava lo scorrere del tempo al crescere del potere magico, facendo di tutti gli animali particolarmente longevi degli spiriti (jp. 妖怪?, Yōkai) assimilabili agli 妖怪S, yāoguàiP cinesi.

## Galleria d'immagini

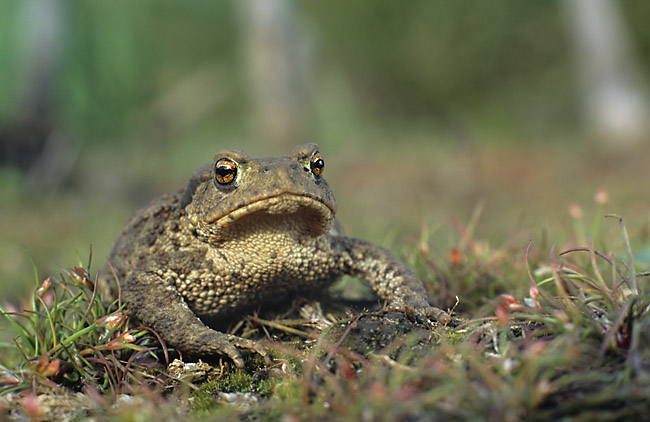
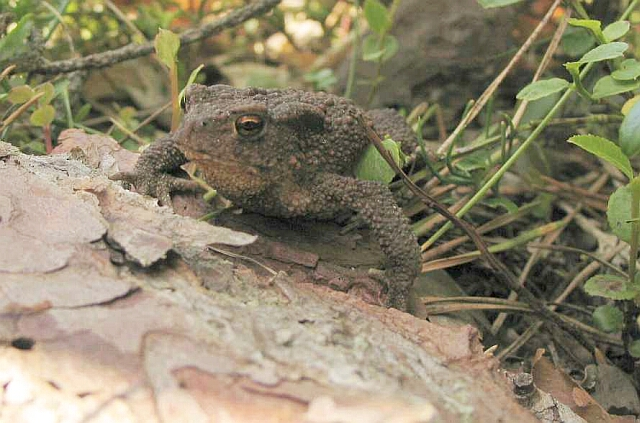
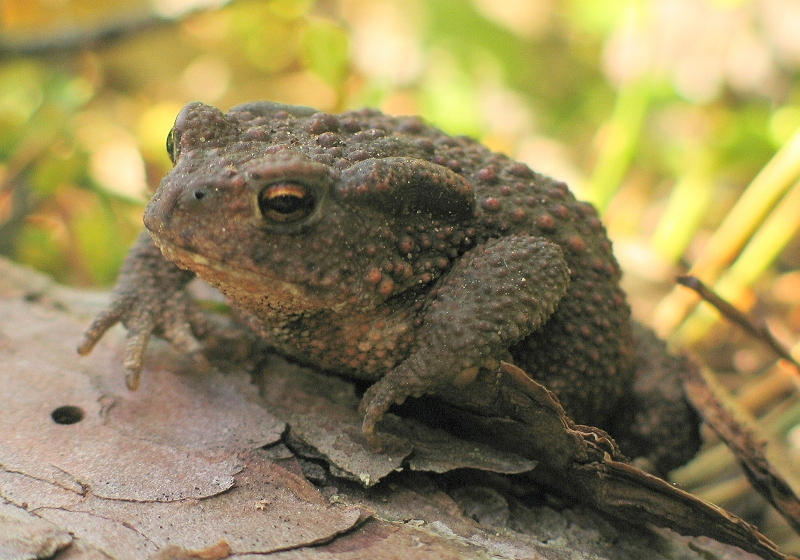
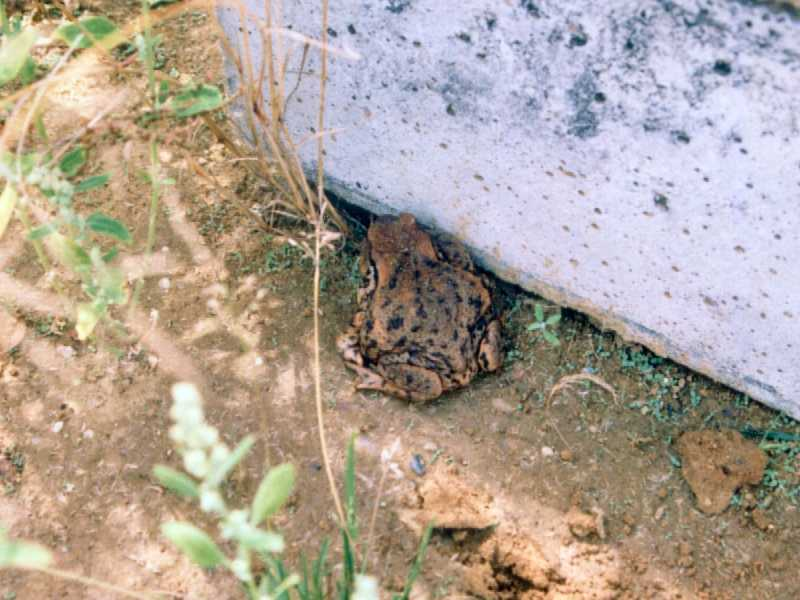
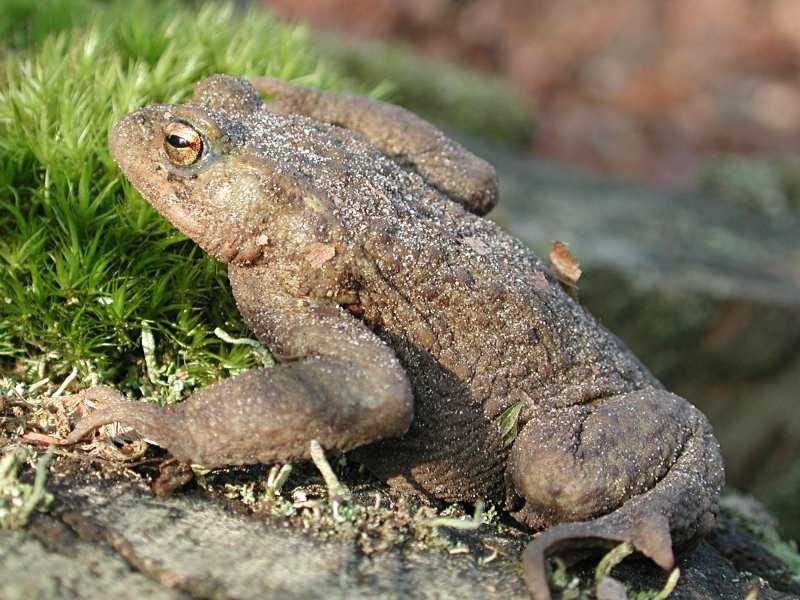
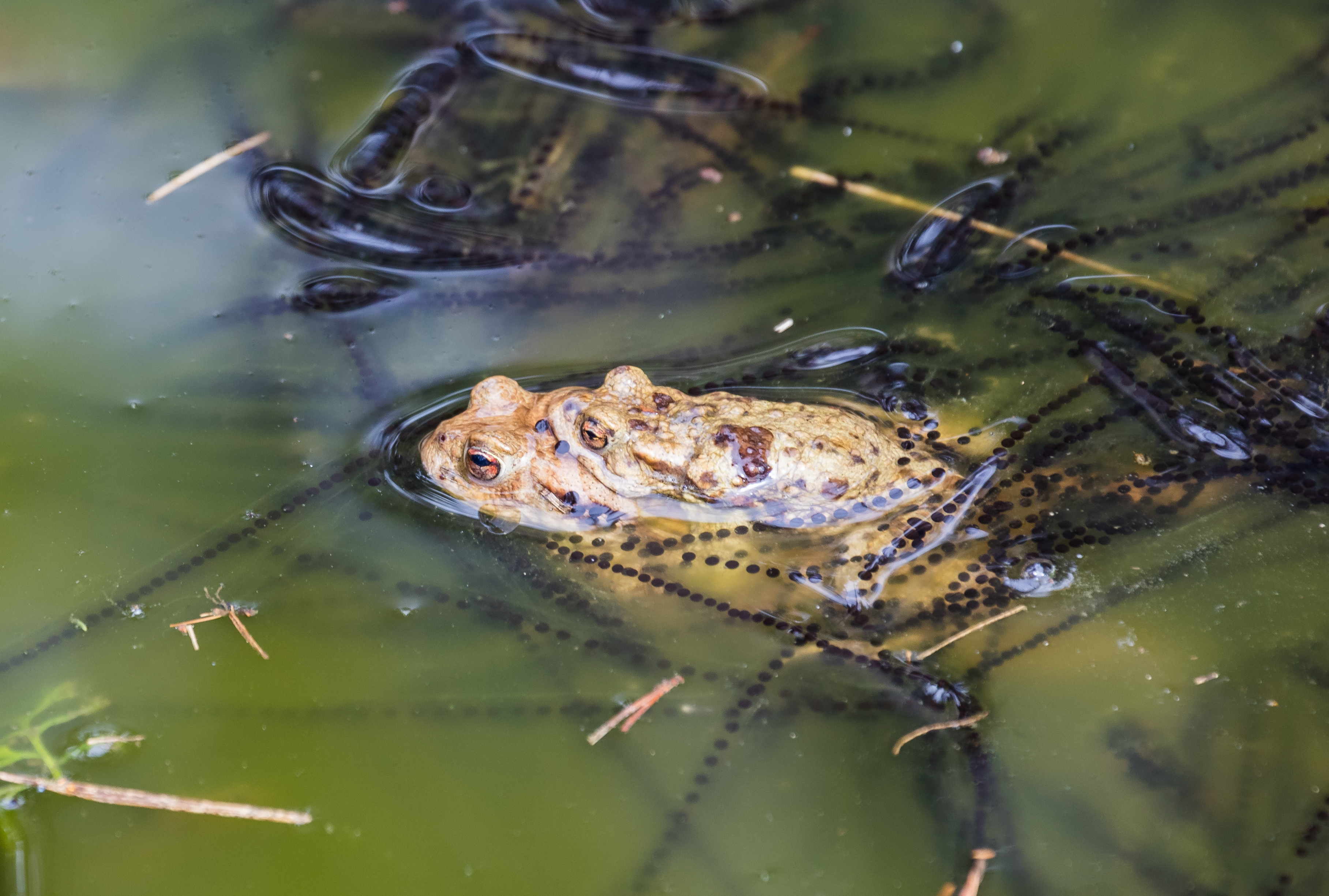
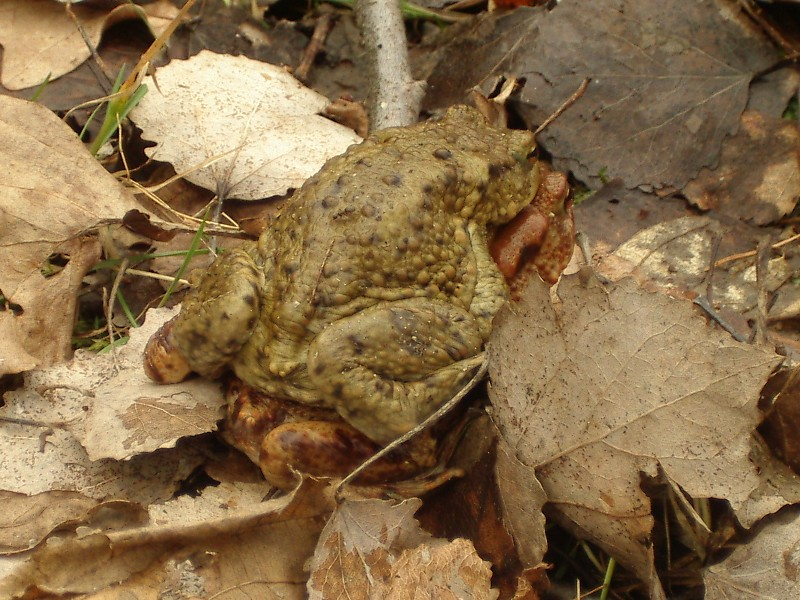
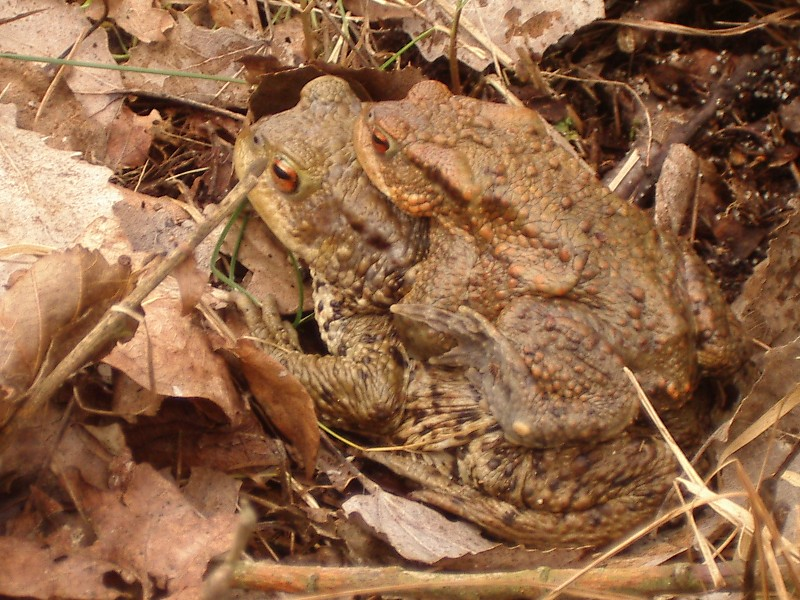
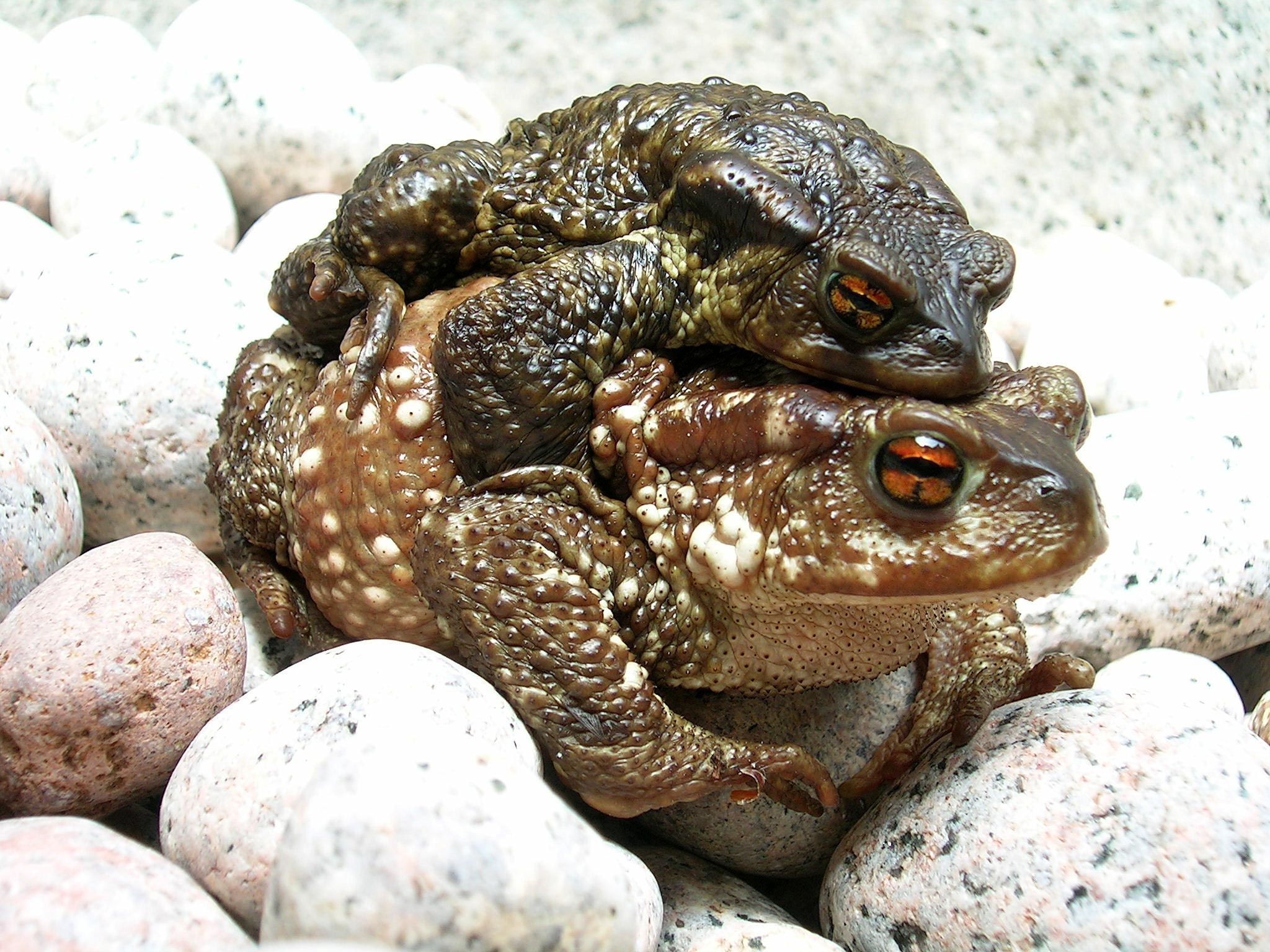
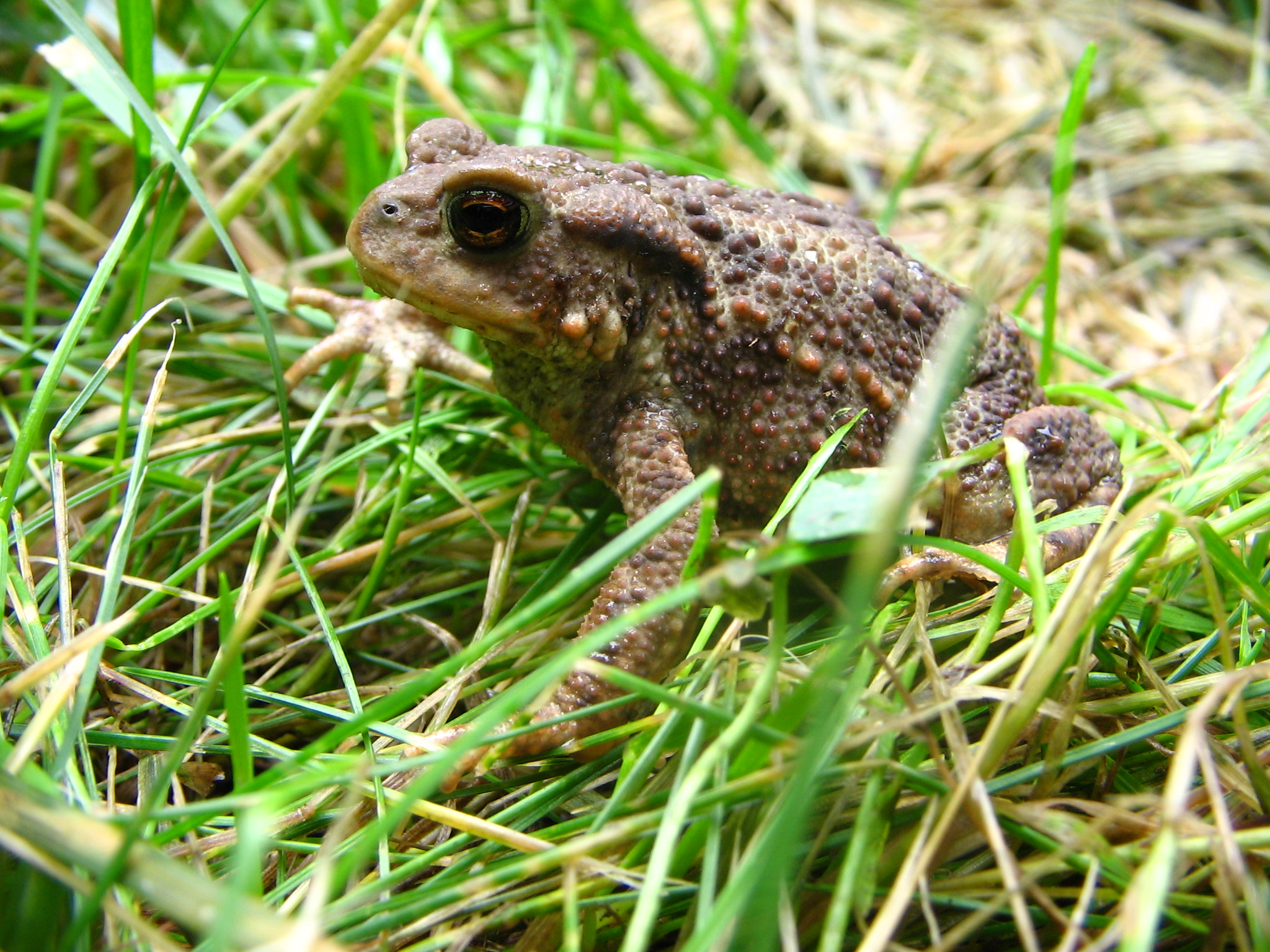

### Esplicative
1. ↑  
«Il mondo ha ospitato grandi eroi,
Come hanno mostrato i libri di storia;
Ma mai un nome è diventato famoso
Come quello di Taddeo Rospo!

Gli uomini intelligenti di Oxford
sanno tutto quello che c'è da sapere.
Ma nessuno di loro ne sa la metà
dell'intelligente Taddeo Rospo!»
(Grahame, Il vento tra i salici, capitolo 10)

### Bibliografiche
1. 1 2 3 4 5 6  (EN) Aram Agasyan et al. 2008, Bufo bufo, su IUCN Red List of Threatened Species, Versione 2020.2, IUCN, 2020. URL consultato l'11 novembre 2014.
2. ↑  (EN) Frost D.R. et al., Bufo bufo, in Amphibian Species of the World: an Online Reference. Version 6.2, New York, American Museum of Natural History, 2023. URL consultato il 3 ottobre 2014.
3. ↑  (LA) Linneo, Systema Naturae per Regna Tria Naturae, secundum classes, ordines, genera, species, cum characteribus, differentiis, synonymis, locis, 1), 10ª ed., Stoccolma, Imprensis Laurentii Salvii, 1758,  pp. 648-649.
4. ↑  (LA) Josephus Nicolaus Laurenti, Specimen medicum, exhibens synopsin Reptilium emendatam cum experimentis circa venena et antidota Reptilium austriacorum, Vienna, Joan. Thom. Nob. de Trattnern, 1768,  pp. i–ii + 1–215, tavole 1–5.
5. ↑  (EN) Alain Dubois e Roger Bour, The nomenclatural status of the nomina of amphibians and reptiles created by Garsault (1764), with a parsimonious solution to an old nomenclatural problem regarding the genus Bufo (Amphibia, Anura), comments on the taxonomy of this genus, and comments on some nomina created by Laurenti (1768), in Zootaxa, vol. 2447, 2010,  pp. 1-52, DOI:10.11646/zootaxa.2447.1.1.
6. ↑  (EN) Darrel R. Frost, Bufonidae, in Amphibian Species of the World: an Online Reference. Version 5.5, American Museum of Natural History, 31 gennaio 2011.
7. 1 2 3  (EN) V.J. Birstein e A.L. Mazin, Chromosomal polymorphism of Bufo bufo: Karyotype and C-banding pattern of B. b. verrucosissima, in Genetica, vol. 59, 1982,  pp. 93-98, DOI:10.1007/BF00133292.
8. ↑  (EN) Sergius L. Kuzmin, Bufo verrucosissimus, su AmphibiaWeb, 19 settembre 2008.
9. ↑  (EN) Bufo spinosus, su AmphibiaWeb.
10. ↑  (DE) R. Martens, Eine neue Eidechsengattung aus der Familie der Leposterniden, in Senckenbergiana, vol. 7, 1925,  pp. 170-171.
11. ↑  (DE) L. Müller e W. Hellmich, Mitteilungenyüber die Herpetofauna der Iberischen Halbinsel. Über Salamandra salamandra almanzoris, n. ssp. und Bufo bufo gredosicola, n. ssp., zwei neue Amphibienrassen aus der Sierra de Gredos, in Zool. Anz. Leipzig, vol. 112, 1935,  pp. 49-57.
12. ↑  (EN) Darrel R. Frost, Bufo spinosus Daudin, 1803, su Amphibian Species of the World: an Online Reference. Version 5.6, American Museum of Natural History, 9 gennaio 2013.
13. ↑  (EN) J. Garcia-Porta [et al.], Molecular phylogenetics and historical biogeography of the west-palearctic common toads (Bufo bufo species complex), in Molecular Phylogenetics and Evolution, vol. 63, 2012,  pp. 113-130, DOI:10.1016/j.ympev.2011.12.019, PMID 22214922.
14. ↑  (EN) Murat Tosunoğlua e Ertan Taskavak, A serological investigation of the Bufo bufo (Anura, Bufonidae) populations in Southern Marmara (Manyas, Bahkesir) and Eastern Black Sea (Çamhhemşin, Rize) regions, in Italian Journal of Zoology, vol. 68, 2001,  pp. 165-168, DOI:10.1080/11250000109356402.
15. ↑  (EN) E Recuero [et al.], Multilocus species tree analyses resolve the radiation of the widespread Bufo bufo species group (Anura, Bufonidae), in Molecular Phylogenetics and Evolution, vol. 62, 2012,  pp. 71-86, DOI:10.1016/j.ympev.2011.09.008, PMID 21964513.
16. 1 2 3 4  (EN) Nicholas Arnold e Denys Ovenden, Reptiles and Amphibians of Britain and Europe, Harper Collins Publishers, 2002,  pp. 73–74, ISBN 978-0-00-219964-3.
17. ↑   Rospo comune, su karch.ch. URL consultato il 20 gennaio 2021.
18. 1 2 3   Prudenza prima di toccare rospi e salamandre, su toxinfo.ch. URL consultato il 20 gennaio 2021.
19. 1 2 3 4 5 6 7  (EN) Toad toxins, su Textfiles.com. URL consultato il 26 maggio 2012.
20. ↑  (EN) H. Strijbosch, Mortality in a population of Bufo bufo resulting from the fly Lucilia bufonivora, in Oecologia, vol. 45, n. 2, 1980,  pp. 285-286, Bibcode:1980Oecol..45..285S, DOI:10.1007/BF00346472, PMID 28309542.
21. ↑  (EN) R. Petkeviciute, V. Stunzenas e G. Staneviciute, Cytogenetic and sequence comparison of adult Phyllodistomum (Digenea: Gorgoderidae) from the three-spined stickleback with larvae from two bivalves, in Parasitology, vol. 129, n. 6, 2004,  pp. 771-778, DOI:10.1017/S0031182004006109, PMID 15648700.
22. 1 2  (EN) Bufo bufo: Common toad, su AmphibiaWeb. URL consultato il 4 maggio 2012.
23. ↑  (EN) Common Toad: Bufo bufo, su arc-trust.org, Amphibian and Reptile Conservation Trust. URL consultato il 4 maggio 2012 (archiviato dall'url originale il 5 settembre 2011).
24. ↑  (EN) S.P. Hitchings e T.J.C. Beebee, Loss of genetic diversity and fitness in Common Toad (Bufo bufo) populations isolated by inimical habitat, in Journal of Evolutionary Biology, vol. 11, 1998,  pp. 269-283, DOI:10.1046/j.1420-9101.1998.11030269.x.
25. ↑  (EN) X. Santos [et al.], Evaluating factors affecting amphibian mortality on roads: the case of the common toad Bufo bufo, near a breeding place (PDF), in Animal Biodiversity and Conservation, vol. 30, 2007,  pp. 97-104, DOI:10.32800/abc.2007.30.0097.
26. ↑  (EN) What we do, su toadwatch.org, Toad watch: Helping toads to survive. URL consultato il 30 aprile 2012.
27. ↑  (EN) Gelder, J.J., A quantitative approach to the mortality resulting from traffic in a population of Bufo bufo L, in Oecologia, vol. 13, 1973,  pp. 93-95, Bibcode:1973Oecol..13...93V, DOI:10.1007/BF00379622, PMID 28307986.
28. ↑  (EN) K.K. Chen, H. Jensen e A.L. Chen, Action of Bufotoxins, in Proceedings of the Society for Experimental Biology and Medicine, 7, vol. 29, aprile 1932,  p. 907, DOI:10.3181/00379727-29-6141, ISSN 1535-3699 (WC · ACNP).
«Wieland e Alles isolarono la bufotossina dalla pelle del B. vulgaris o B. bufo bufo.»
29. ↑  (EN) G.R. Pettit [et al.], Steroids and related natural products. 104. Bufadienolides. 36. Synthesis of bufalitoxin and bufotoxin, in Journal of Organic Chemistry, vol. 52, 1987,  pp. 3573-3578, DOI:10.1021/jo00392a014.
30. ↑  (EN) Bufotoxin, su Merriam-Webster Dictionary. URL consultato il 26 maggio 2012.
31. ↑   Giuseppe Faggin, Diabolicità del rospo, Vicenza, Neri Pozza, 1973.
32. ↑  (EN) S. V. Peddle, Pagan Channel Islands: Europe's Hidden Heritage, Robert Hale, 2007,  p. 118, ISBN 978-0-7090-8248-4.
33. 1 2 3  (EN) William E. Burns, Witch Hunts in Europe and America: An Encyclopedia, Greenwood Publishing Group, 2003,  p. 7, ISBN 978-0-313-32142-9.
34. 1 2  Burns 2003, pp. 20-21.
35. ↑  (EN) Robert Hunt, Popular romances of the West of England; or, the drolls, traditions, and superstitions of Old Cornwall, vol. 2, Hotten, 1865,  p. 105.
36. 1 2  (EN) Nicols Thomas, xxxvi, in A lapidary, or, The history of pretious stones: with cautions for the undeceiving of all those that deal with pretious stones, II, Thomas Buck, 1652,  pp. 158-159.
37. ↑  (EN) Noel Wanner, Frogs: Frog myths across cultures, in L'Exploratorium, 2011. URL consultato il 23 agosto 2012.
38. ↑  (EN) Fossils: myths, mystery and magic, Independent UK, 12 febbraio 2007 (archiviato dall'url originale il 27 aprile 2008).
39. ↑  (EN) George Orwell, Shooting an Elephant, Secker and Warburg, 1950,  p. 202.
40. 1 2  (EN) Shanshan Yang, Frogs and toads in Chinese myths, legends, and folklore, in Chinese America: History and Perspectives, Chinese Historical Society.
41. ↑  Trad. in (EN) James R. Ware, Alchemy, Medicine and Religion in the China of A.D. 320: The Nei Pien of Ko Hung, Dover, 1966,  p. 184.
42. ↑  (EN) Wolfram Eberhard, A Dictionary of Chinese Symbols: Hidden Symbols in Chinese Life and Thought, Routledge, 1986,  p. 292.
43. ↑  (EN) Wolfram Eberhard, The Local Cultures of South and East China, traduzione di Alide Eberhard, V. 2, Brill, 1968  [1943],  pp. 204-205.
44. ↑  (EN) Frederick R. Dannaway, A Toad on the Moon: Or a Brief Speculation on Chinese Psychoactive Toad Venoms, Delaware Tea Society, 2009.
45. ↑  (EN) Joseph Needham e Gwei-djen Lu, Science and Civilisation in China, 5: Chemistry and Chemical Technology. Part 5, Part 5, Spagyrical Discovery and Invention: Physiological Alchemy, Cambridge University Press, 1983,  p. 81, ISBN 9780521085748..
46. ↑  (EN) Michael Ashkenazi, Handbook of Japanese Mythology, ABC-CLIO, 2003,  p. 156.
47. ↑  Ashkenazi 2003, p. 256.
48. ↑  (EN) Ōgama, su yokai.com.
49. ↑  (EN) Ryūhei Hirota, Traversing the Natural, Supernatural, and Paranormal: Yōkai in Postwar Japan, in Japanese Journal of Religious Studies, vol. 48, 2, Religion and Identity in Japan since 1940, 2021,  pp. 321-340, DOI:10.18874/jjrs.48.2.2021.321-339, JSTOR 27039930.